# Thomas Mahieu
Thomas Mahieu (né vers 1520, mort vers 1590) est un célèbre bibliophile français de la Renaissance, premier secrétaire des finances de la reine Catherine de Médicis.
Grand amateur de livres et de reliure d’art du XVIe siècle. En comparaison sa bibliothèque était cinq fois plus petite que celle de Jean Grolier (bibliothèque d’environ 3000 ouvrages).

## Contemporains
- Jean Grolier de Servières, le prince des bibliophiles
- Jacques de Malenfant
- Jean II Brinon
- Jacques-Auguste de Thou, reliure « à la fanfare »
- Marcus Fugger, banquier allemand, collectionneur et mécène, grand amateur de reliure comme Grolier et Mahieu.